# Свидерки
Свидерки — опустевший посёлок в Злынковском районе Брянской области России. Входит в состав Щербиничского сельского поселения. 
 Население 0 человек (2013).

## География
Расположен на юго-западе области, в 11 км к северу от села Большие Щербиничи.

## История

### Административно-территориальная принадлежность
Возник в начале XX века; до 1960 года входил в Барковский сельсовет, в 1960—1988 гг. в Деменском, в 1988—2005 — в Большещербиничском сельсовете.

## Население
| 2010 | 2013 |
| ---- | ---- |
| 1    | ↘0   |

| Годы      | 1926 | 1979 | 1989 | 2002 | 2010 |
| --------- | ---- | ---- | ---- | ---- | ---- |
| Население | 100  | 24   | 9    | 3    | 1    |